# 姜味关系
《姜味关系》是一部由陈立谦执导，李伟燊、卡丝莉娜·卡琳（Qasrina Karim）、陈立谦、艾拉·法丝拉、知名喜剧演员哈利夫·依斯干达、周坚华、王爱玲等人主演的2022年马来西亚贺岁喜剧剧情片。电影于2022年2月3日大年初三在马来西亚上映，主要讲述身为名厨的华人男主，爱上美食节目制作人的马来人女主，两人的异族爱情却遭遇双方的名厨父亲反对，最后两边家长决定在激烈的美食擂台大賽一决胜负。

## 剧情简介
这部电影讲述了一对情侣Jack和Sharifah的爱情故事。两家庭都是美食世家，双方爸爸都是厨师。Sharifah是马来人，电视台节目制作人，她父亲Rahim是电视台烹饪节目的马来名厨，两父女合作无间。而Jack是华人，一名大厨师，他的父亲“龙哥”是酒楼老板大厨，经营祖传三代的旧式茶楼，一心培植Jack为酒楼继承人。但是，二人的爱情因为异族关系，遭遇双方爸爸的不谅解和强烈反对。两个名厨父亲互看对方不顺眼，更是闹到两个父亲决定在电视台美食擂台大賽一决胜负，并以两人的异族恋作为赌注。父亲们是否能放下文化偏见，而Jack和Sharifah的爱情又能得到家人的支持吗？

## 演员阵容
- 李伟燊 饰演 Jack，大厨
- 卡丝莉娜·卡琳（Qasrina Karim）饰演 Sharifah，美食节目制作人
- 艾拉·法丝拉
- 哈利夫·依斯干达（英语：Harith Iskander）
- 周坚华（英语：Chew Kin Wah）
- 王爱玲
- 汤润才
- 陈立谦
- 颜薇恩

## 发行
本片以华巫跨种族和克服种族隔阂的爱情故事为主轴，结合华人与马来传统美食文化的精髓，是该片的看点之一。
电影原定专攻开斋节档，后预计于大年初三2022年2月3日于全马戏院正式上映。片名之所以是「姜味关系」，是为了取「关系姜（僵）持」之意，并把华人与马来人的传统佳肴的精深相结而和。

## 电影原声带
| 曲序 | 曲目       | 演唱         | 时长 |
| ---- | ---------- | ------------ | ---- |
| 1.   | （主题曲） | 钟瑾桦、Yana | 4:10 |